# Paysage tropical : lutte de l'Indien et du gorille
Paysage tropical : lutte de l'Indien et du gorille est un tableau réalisé par le peintre français Henri Rousseau en 1910. Partie des Jungles pour lesquelles l'artiste est particulièrement reconnu, cette huile sur toile naïve représente l'affrontement improbable d'un Amérindien et d'un gorille dans une forêt tropicale au soleil couchant. Cette peinture est conservée au musée des Beaux-Arts de Virginie, à Richmond, aux États-Unis.